# Hannoversche Klippen

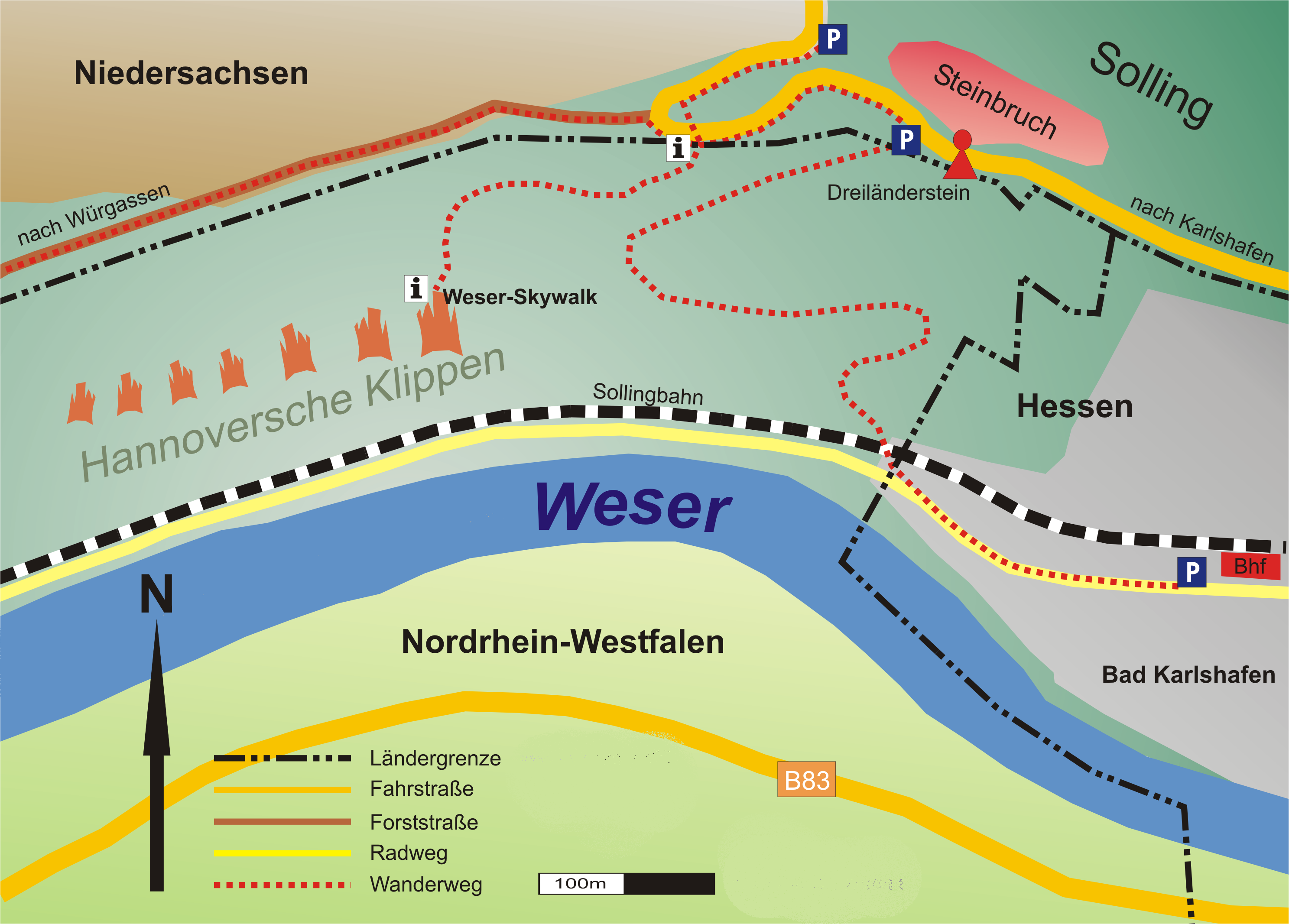
Lageplan der Hannoverschen Klippen und des Dreiländerecks von Nordrhein-Westfalen, Niedersachsen und Hessen

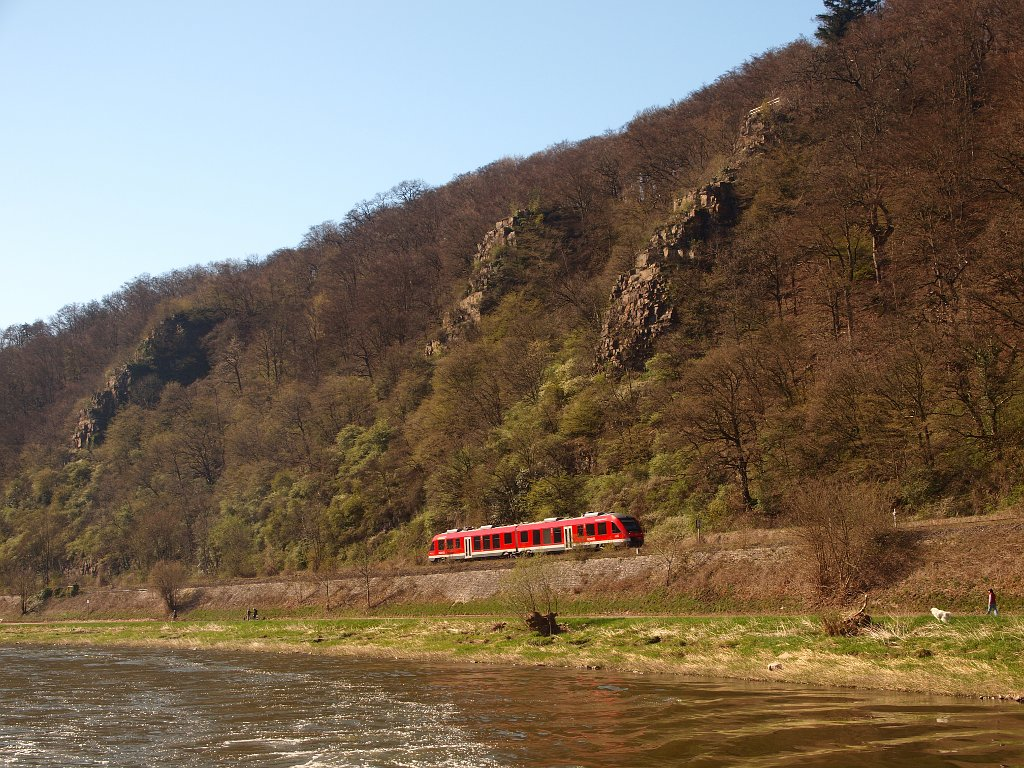
Blick von der Weser über die Trasse der Sollingbahn zu den Hannoverschen Klippen, noch ohne Weser-Skywalk

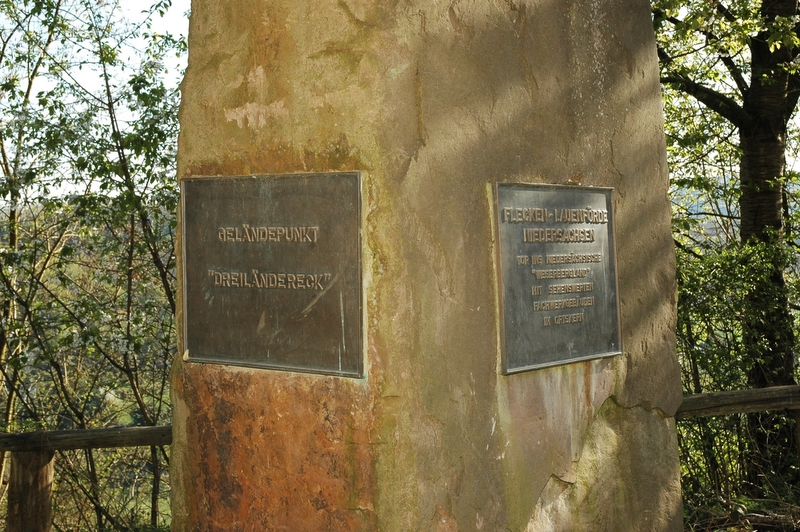
Symbolischer Dreiländerstein am Parkplatz Dreiländereck

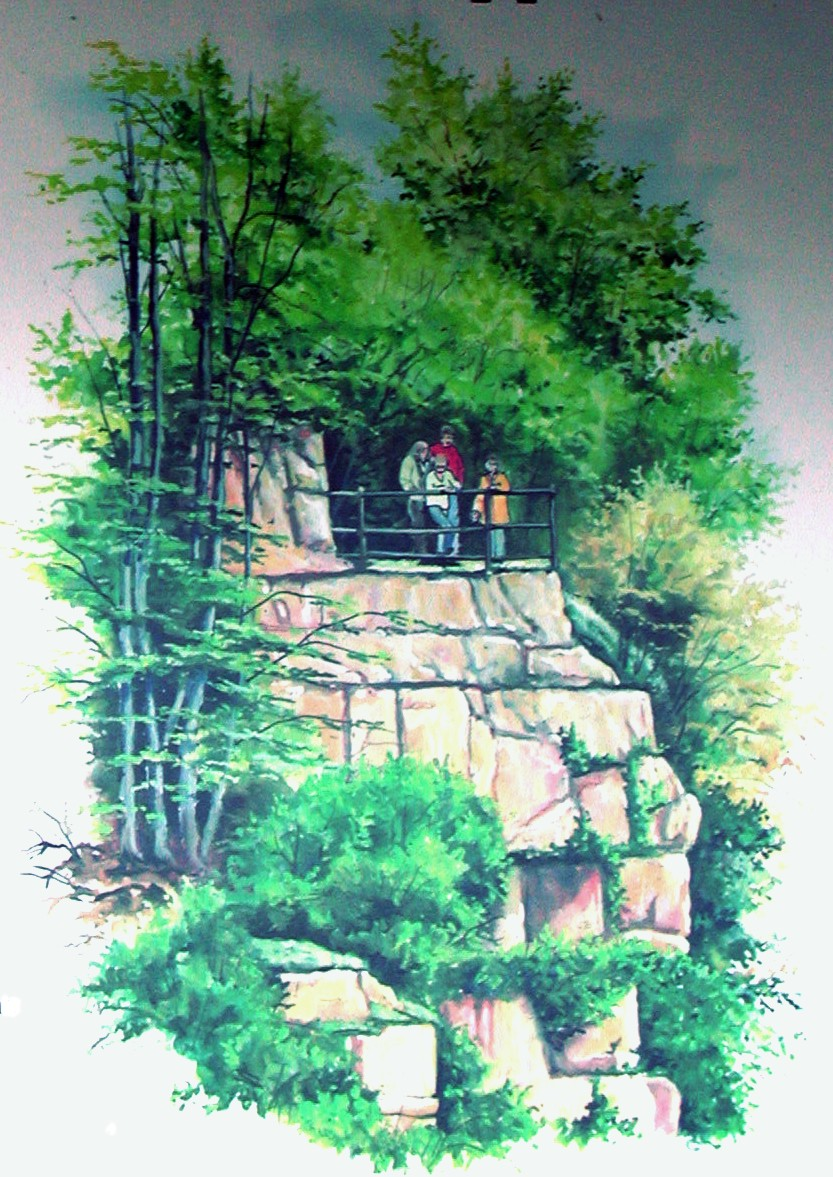
Hannoversche Klippen auf einer dort angebrachten Schautafel

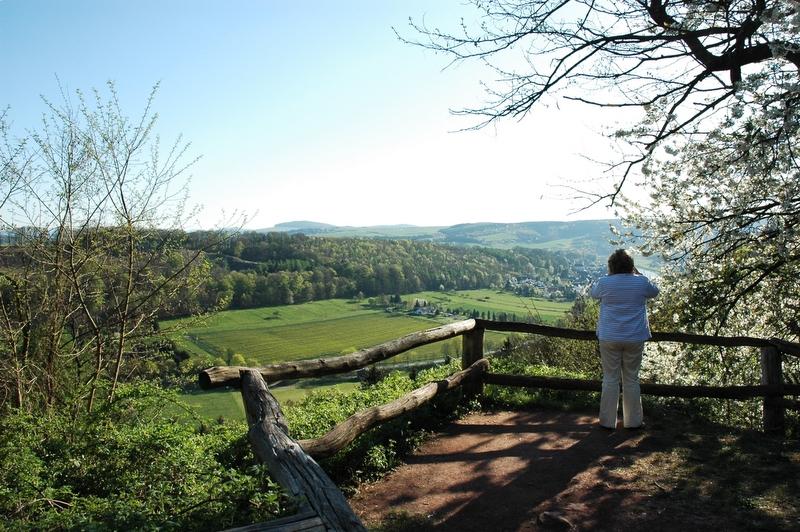
Aussichtspunkt am Parkplatz „Dreiländereck“ oberhalb der Klippen

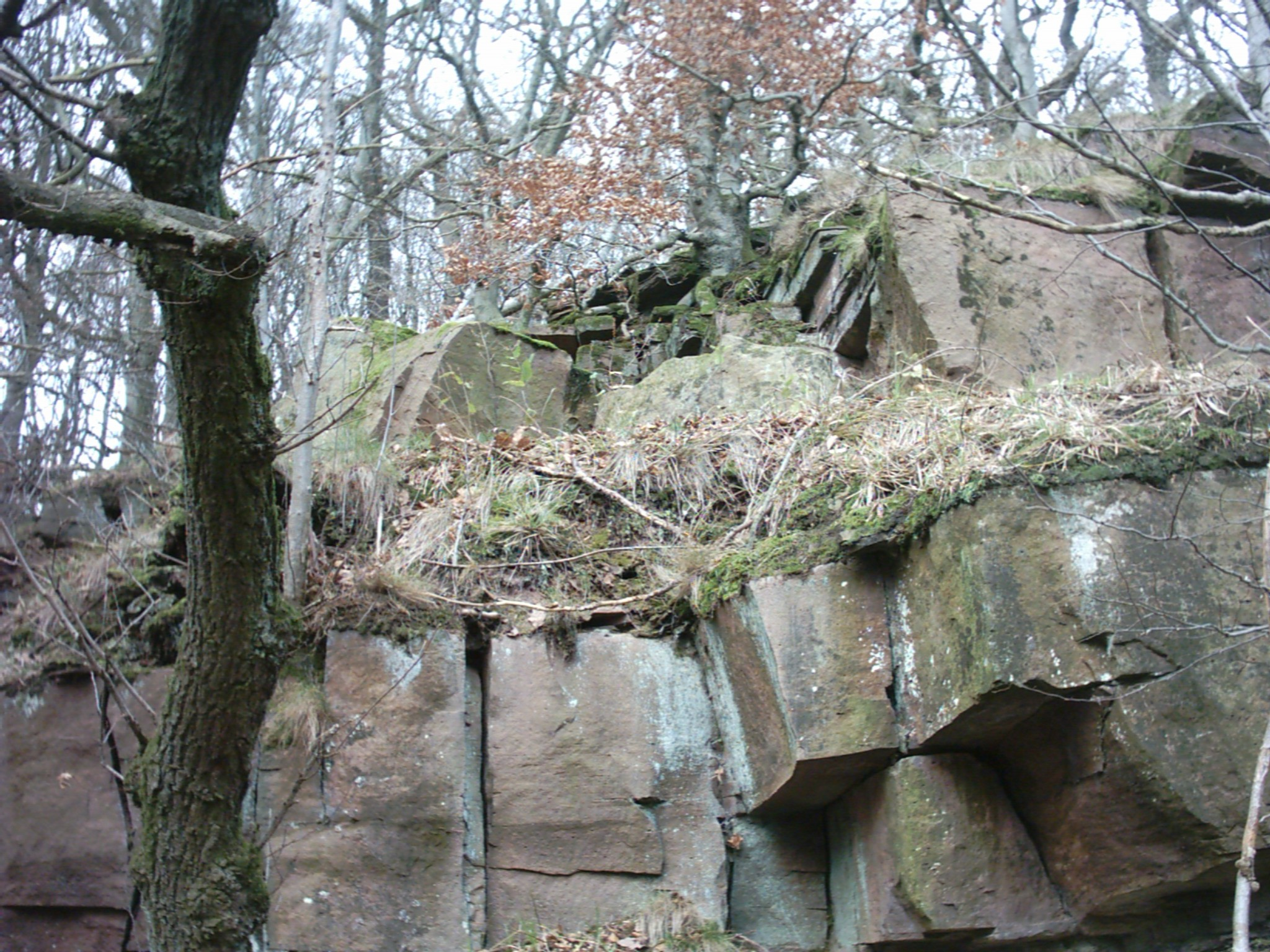
Roter Wesersandstein

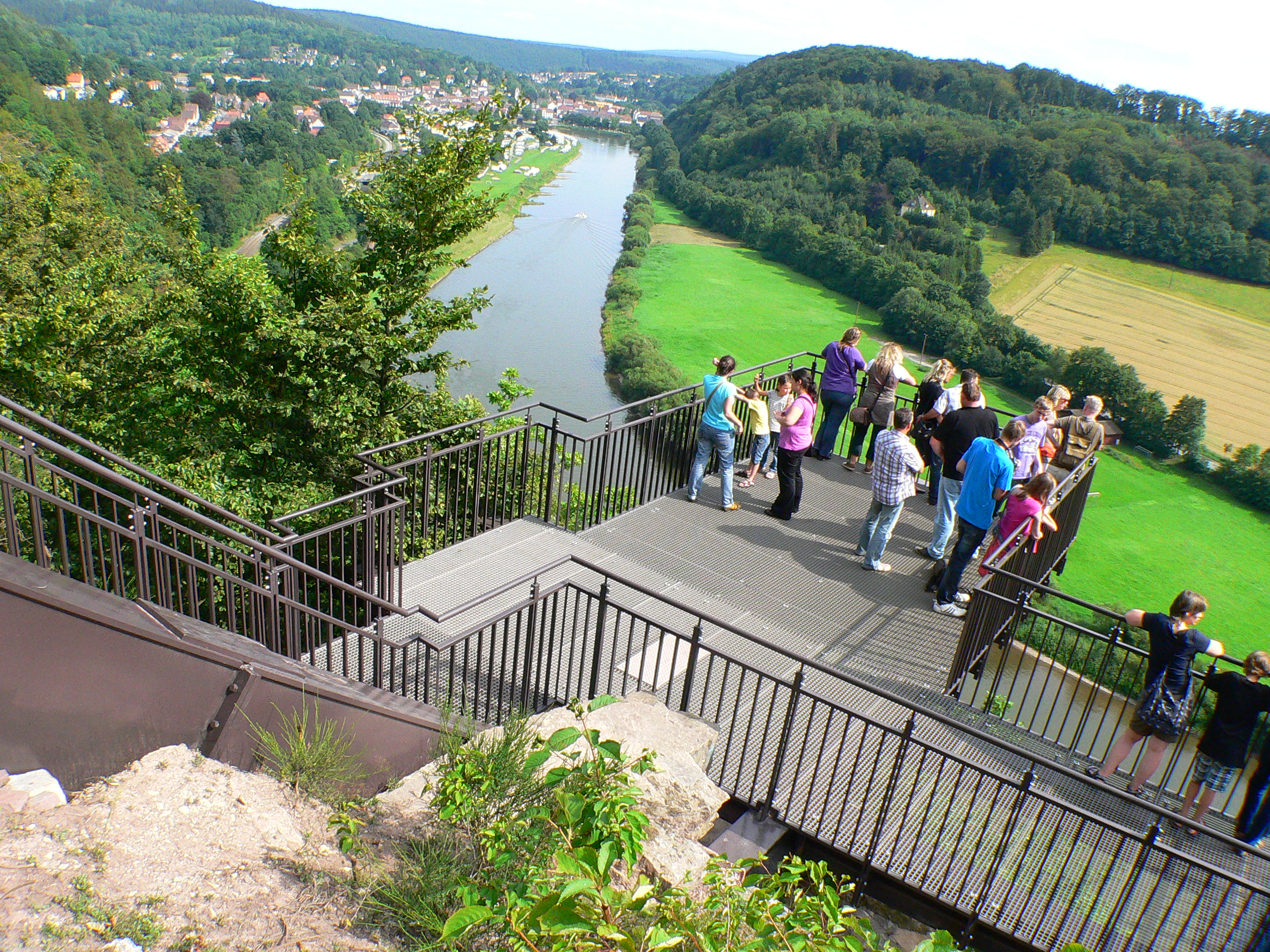
Weser-Skywalk mit Blick nach Bad Karlshafen

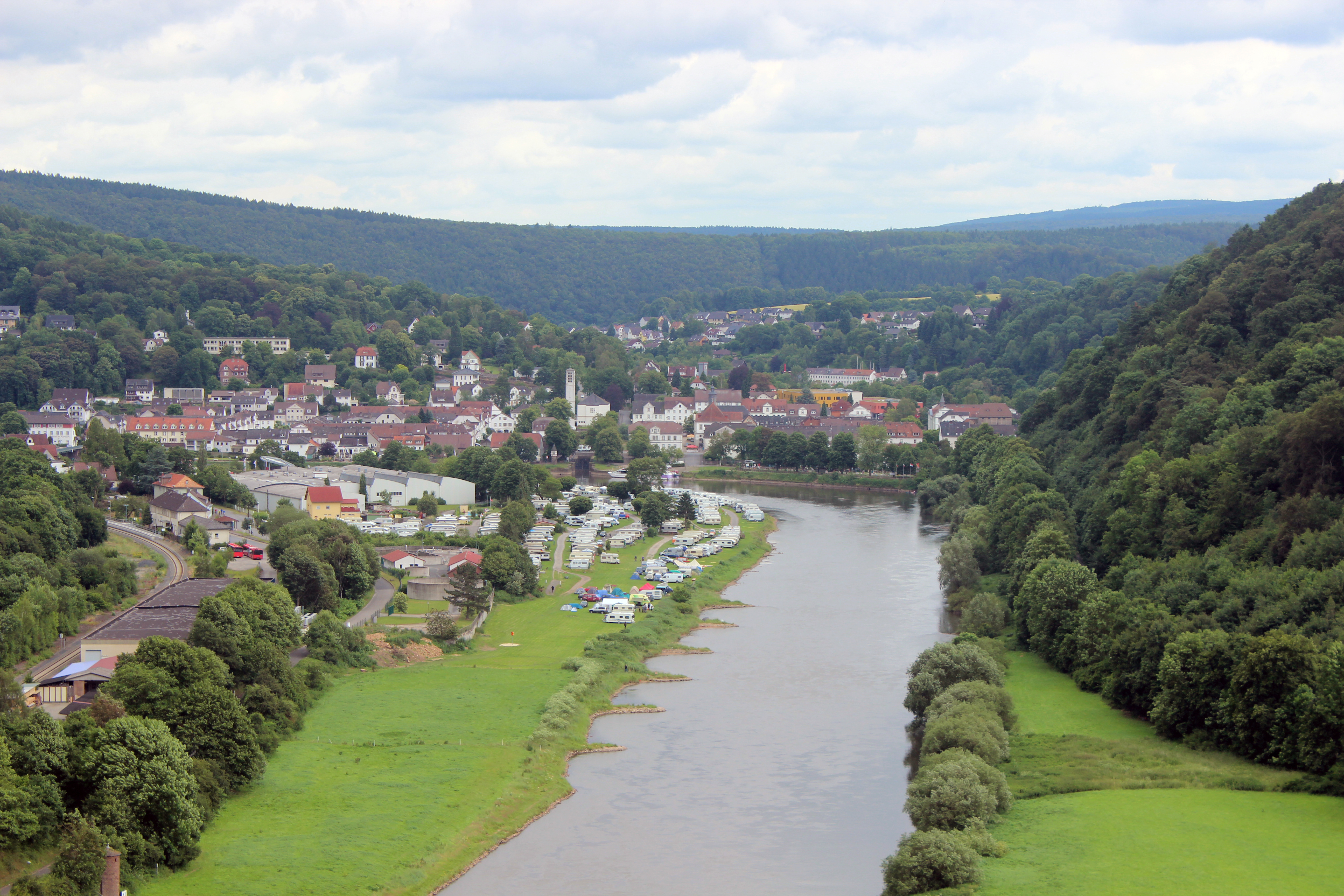
Blick von den Klippen nach Bad Karlshafen

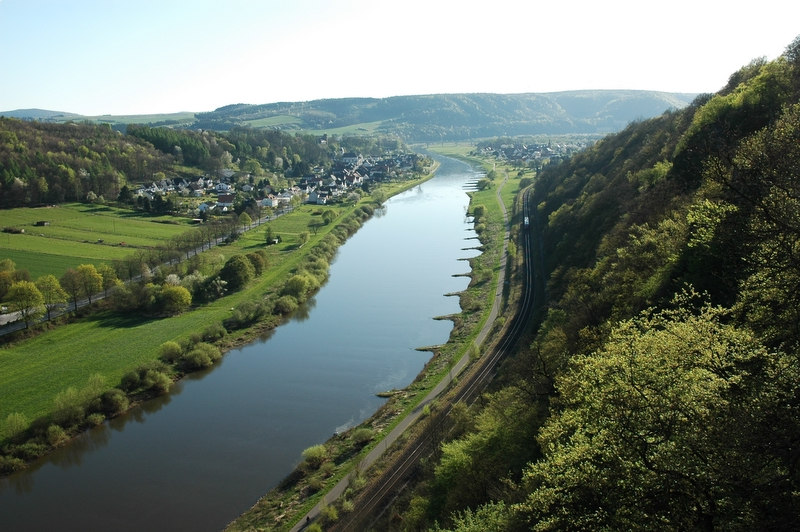
Blick von den Klippen nach Würgassen

Die Hannoverschen Klippen (früher Würrigser Klippen genannt) bei Würgassen im nordrhein-westfälischen Kreis Höxter sind eine Gruppe von sieben bis zu 75 m hohen Klippen aus Wesersandstein am Nordufer der Weser. In einem der äußersten Ostausläufer von Westfalen liegen sie nahe dem Dreiländereck Hessen–Niedersachsen–Nordrhein-Westfalen – parallel zur niedersächsischen Grenze.
Die Klippen befinden sich im Naturschutzgebiet Hannoversche Klippen (CDDA-Nr. 81823; 1984 ausgewiesen; 27 ha groß). Seit 2011 gibt es auf dem höchsten Felsen den Weser-Skywalk.

## Name
Der alte Name, Würrigser Klippen, rührt vom Ort Würgassen her, der früher Würrigsen hieß. Ihr heutiger Name, Hannoversche Klippen, stammt von der Zugehörigkeit zum Königreich Hannover seit 1837.

## Geographische Lage

### Hannoversche Klippen
Die Hannoverschen Klippen, die Teil des Weserberglands sind, befinden sich als südwestlicher Ausläufer des Mittelgebirges Solling direkt am rechten bzw. nördlichen Ufer der Weser. Sie erheben sich zwischen den Ortschaften Bad Karlshafen (Hessen) und dem Beverungener Ortsteil Würgassen (Nordrhein-Westfalen) und sind die einzigen großen und weithin sichtbaren natürlichen Felsen des Sollings.
Etwa 1,4 km südöstlich liegen jenseits der Weser die Hessischen Klippen, die zusammen mit den Hannoverschen Klippen und den  Weserklippen bei Steinmühle die einzigen natürlichen Buntsandstein-Felsen am Flusslauf der Weser sind.

### Dreiländereck Hessen–Niedersachsen–Nordrhein-Westfalen
Unweit östlich der Hannoverschen Klippen und nördlich der Weser liegt seit dem 1. Oktober 1971 mit dem Inkrafttreten des „Ersten Staatsvertrags zwischen dem Lande Niedersachsen und dem Lande Nordrhein-Westfalen über Änderungen der gemeinsamen Landesgrenze“ das Dreiländereck von Hessen, Niedersachsen und Nordrhein-Westfalen (⊙). Hier treffen heute die Gemarkungen des gemeindefreien Gebiets Solling (zum Landkreis Northeim, Niedersachsen), von Bad Karlshafen (Landkreis Kassel, Hessen) und von Würgassen (zur Stadt Beverungen, Kreis Höxter, Nordrhein-Westfalen) zusammen. Auf vielen Karten ist fälschlicherweise der Landkreis Holzminden für die niedersächsische Seite eingezeichnet, was aber nicht die einzige weit verbreitete Fehlinformation bezüglich der Lage und der Gegebenheiten ist.
Bis 1971 verlief die Grenze zwischen Niedersachsen und Nordrhein-Westfalen in diesem Bereich flussabwärts ab Bad Karlshafen in der Wesermitte. Dieser Verlauf bestand so schon seit 1837, so dass die Wesermitte hier auch die Grenze entsprechender Vorgängerstaaten bzw. früherer Landkreise war: So gehörte das niedersächsische Gebiet bis 1932 zum Kreis Uslar (ehem. Provinz Hannover) und das hessische Gebiet bis 1972 zum Landkreis Hofgeismar (ehem. Provinz Hessen-Nassau). Das Dreiländereck lag seinerzeit am westlichen Ortsrand von Bad Karlshafen in der Weser, etwa auf Höhe der Querung der Straße „An der Saline“ über die Sollingbahn. Durch den Staatsvertrag gab Niedersachsen an Nordrhein-Westfalen dann ein entsprechendes Stück Land nördlich der Weser ab, so dass das Dreiländereck damit weiter nach Nordosten wanderte. In der Nähe des alten Dreiländerecks steht dafür neben einer Schutzhütte südlich der Weser ein Holzschild an einem lediglich die hessisch-nordrhein-westfälische Grenze markierenden Stein. Dieses wird aufgrund seiner für diese Stelle falschen Beschriftung Dreiländereck (mit darunter befindlichen Wappen der Bundesländer) irrtümlicherweise oft als Markierung des heutigen Dreiländerecks gesehen. Das Schild löste einen an gleicher Stelle stehenden und auf die drei Bundesländer zeigenden Holzwegweiser ab.
Die niedersächsische Landesgrenze zu Nordrhein-Westfalen verläuft im westlichen Bereich des tatsächlichen Dreiländerecks zwei Meter südlich der öffentlichen und asphaltierten Straße, die östlich von Lauenförde an der Bundesstraße 241 beginnend durch dessen Weiler Brüggefeld zur B 80 in Bad Karlshafen führt. Im Bereich des Dreiländerecks verläuft diese Straße unmittelbar oberhalb eines steilen Abhangs. Die Grenze zwischen Niedersachsen und Nordrhein-Westfalen wird dabei im erwähnten Staatsvertrag durch den Verlauf dieser Straße festgelegt. Diese Straße ist ferner vollständig erst seit ca. 2015 in auf Nokia-Maps (ehemals Navteq) basierenden Standard-Karten vieler Navigationssysteme verzeichnet.
An dieser Verbindungsstraße steht an einer oberhalb des Wesertals liegender Aussichtsstelle der Dreiländerstein. Er liegt knapp 300 m von einer oberhalb der Klippen gelegenen Steilkehre entfernt gegenüber der Einfahrt zu einem Steinbruch. Dieser viereckige massive Stein befindet sich jedoch etwa 150 m Luftlinie westnordwestlich des tatsächlichen Dreiländerecks auf dem Gebiet des Landkreises Northeim. Grund für diesen Standort ist die leichte und öffentliche Zugänglichkeit: Das dem Dreiländereck unmittelbar angrenzende hessische Areal ist Teil eines privaten und bewohnten Grundstücks, das bereits zu einem Wohngebiet der Stadt Bad Karlshafen gehört. Der Aufstellungsort des Steines ist jedoch wegen einer guten Aussicht auf das Wesertal sowie unmittelbarer Parkmöglichkeiten attraktiver und auch wesentlich einfacher sowie ohne Einschränkungen zu erreichen. Der Stein ist für die niedersächsische Seite mit einer bronzenen Plakette für den Flecken Lauenförde gekennzeichnet, welcher in diesem Bundesland die sowohl dem Dreiländereck wie auch dem Stein nächstgelegene Siedlung ist und auf dem Gebiet des Landkreises Holzminden liegt. Tatsächlich ist jedoch die an das Dreiländereck angrenzende und somit näher liegende niedersächsische Gemarkung, wie zuvor erwähnt, die des gemeindefreien Gebiets Solling, die zum Landkreis Northeim gehört, und auf welchem der Stein selbst steht.
Das Dreiländereck ist jedoch nicht Hessens nördlichster Punkt, dieser liegt knapp 4 km ostnordöstlich und etwas nordöstlich von Bad Karlshafen an der Weserschleife unterhalb der Sieburg, etwas nördlich einer Kurve der B 80. Es ist auch nicht Nordrhein-Westfalens östlichster Punkt, welcher flussabwärts etwa 23 km weiter (leicht) nordnordöstlich bei Stahle (ebenfalls Kreis Höxter) liegt, und auch nicht Niedersachsens südlichster Punkt, der etwa 44 km (jeweils Luftlinie) weiter südsüdöstlich im Tal der Nieste auf dem Gebiet des Landkreises Göttingen liegt.

## Geologische Entstehung
Die Entstehungsgeschichte der Hannoverschen Klippen reicht rund 250 Millionen Jahre in eine Periode des frühen Erdmittelalters (Trias) zurück. Weiträumige Flusssysteme schafften aus südlichen Richtungen lockere Sande heran, die im Gebiet des heutigen Weserberglands abgelagert wurden. Im Verlauf von Jahrmillionen erreichten die abgelagerten Schichten des Buntsandsteins schließlich eine Mächtigkeit von mehr als tausend Metern.
Unter der Auflast dieser Deckschichten verfestigten sich die lockeren Flusssande zu Sandstein. In der Folgezeit wurden die jüngeren Sedimentgesteine durch Erosion flächenhaft abgetragen und die Weser schnitt sich im Verlauf der jüngsten eine Million Jahre der Erdgeschichte in die Buntsandsteinschichten zwischen Solling und Reinhardswald mit einer mittleren Rate von 20 Zentimetern im Jahrtausend ein und transportierte dabei die lockeren Sande und Gerölle nach Norden ab.
Die Klippen entstanden durch das Zusammenspiel mehrerer Prozesse. In der erdgeschichtlichen Entwicklung des Solling-Gewölbes führten Salzauslaugungen in tieferen Schichten des Buntsandsteins zu Einstürzen. Die Erosionskräfte der Weser, die hier später den Süd-West-Ausläufer des Sollings durchbrachen, haben diese Einstürze freigelegt. Die sieben massiven Sandsteinklippen hielten den Kräften der Weser dauerhaft stand. Die landschaftsprägende geologische Felsformation der Klippen ist heute überwiegend bewaldet und überragt den Wesergrund mit ihren bewaldeten Bergkuppen um etwa 100 m Höhe.
Oberhalb der Hannoverschen Klippen wird der auch Wesersandstein genannte Buntsandstein gewerbsmäßig abgebaut. Er diente, in ein bis fünf Zentimeter dicke Platten geschnitten, bis ins 19. Jahrhundert vorwiegend zur Dacheindeckung von Gebäuden im Gebiet der Weserrenaissance.

## Weser-Skywalk
Die östlichste Klippe trug eine natürliche Felsaussichtskanzel, von der es eine gute Aussicht auf den südöstlich benachbarten Reinhardswald, auf Bad Karlshafen und Herstelle gibt. Im Jahr 2011 wurde dort der Weser-Skywalk errichtet, eine Aussichtsplattform aus Stahl, von welcher der Blick noch etwas besser auf das Wesertal fällt.

## Verkehrsanbindung
Erreichbar sind die Hannoverschen Klippen von Bad Karlshafen kommend über die Kreisstraße 77 des Landkreises Kassel (An der Saline) und die Winnefelder Straße, die auf niedersächsischem Gebiet als Brüggefelder Straße unweit nordöstlich an den Klippen vorbei zur B 241 führt. Von Würgassen kommend gelangt man über eine für den öffentlichen Verkehr gesperrte Wirtschaftsstraße, die in Richtung Osten unmittelbar an der Landesgrenze entlang zu den Klippen führt und auf die zuvor genannte Brüggefelder Straße stößt, dorthin. Interessanterweise gehört der Wirtschaftsweg zum Landkreis Northeim, während ihm sich unmittelbar nördlich das Gebiet des Landkreises Holzminden anschließt und unmittelbar südlich das Gebiet des Kreises Höxter.
An der Brüggefelder Straße befinden sich oberhalb der Klippen zwei Parkplätze, einer am erwähnten Dreiländerstein und seit 2011 ein weiterer unmittelbar hinter der Steilkehre im Wald. Von den Parkplätzen führen ausgeschilderte Fußwege zur Aussichtsklippe mit dem Weser-Skywalk. Die anderen sechs Klippen sind nicht erreichbar, der sie bis 2010 verbindende Klippenpfad wurde rückgebaut. Von Bad Karlshafen (Bahnhof) aus führt ein Wanderweg in Windungen den Hang hinauf zum Dreiländerstein.
Eine parallel und unmittelbar unterhalb der Hannoverschen Klippen verlaufende ehemalige Kreisstraße zwischen Bad Karlshafen und Würgassen, welche früher die kürzeste Verbindung zwischen den beiden Ortschaften herstellte, wurde aufgrund akuter von den Klippen ausgehender Steinschlaggefahr für den gesamten Verkehr dauerhaft gesperrt (alte K 77 des Landkreises Kassel und ehemalige K 31 des Kreises Höxter).
Außerdem verlaufen direkt zwischen den Hannoverschen Klippen und der Weser die Sollingbahn (Ottbergen–Northeim) und der Weserradweg.